# 丽预螳属
丽预螳属（学名：Callivates）为螳科的一个属。

## 下属物种
本属包括以下物种：
- 斯氏丽预螳 Callivates stephanei Roy, 2003，斯蒂凡丽预螳